# Luigi Groto
Luigi Groto est un poète et orateur, né le 7 septembre 1541 à Adria, et mort le 13 décembre 1585, à Venise en Italie. Il est auteur de pièces de théâtre et metteur en scène. Aveugle de naissance, il est surnommé « Cieco d'Adria ».

## Biographie
Il est issu d'une famille noble d'Adria, dans la province de Rovigo.
Il fonde l'académie littéraire d'Adria l'Accademia degli Illustrati en 1565.
Son drame pastoral, le Repentir d'amour, comme beaucoup de ses ouvrages, traite du mariage forcé et s'inscrit dans l'humanisme de la Renaissance, accordant une grande importance au public féminin, souhaitant que les femmes puissent venir au théâtre. Il croit en la fonction didactique du théâtre auprès de la jeune génération.
Sa ville natale d'Adria est souvent le cadre de ses pièces. Il promeut un système de protection contre les inondations fréquentes dans sa ville et y fait construire un théâtre.
Il aura de nombreuses activités : auteur, correcteur, traducteur, acteur, metteur en scène, régisseur, académicien, orateur, astrologue, expert en hydraulique.
Il s'engage au service de sa ville d'Adria, et de Venise. Il s'inscrit dans la période-charnière, à la fin du XVIe siècle, entre l'humanisme civique du siècle, et les signes précurseurs du XVIIe siècle.
Groto vit cette période marquée par le renversement des équilibres économiques de Venise et le déclin de la centralité méditerranéenne qui s'amorce. La menace turque s'ajoute au durcissement religieux et moral dû à la Contre-Réforme et à la nouvelle réalité inquisitoriale.
On en trouve l'écho dans ses écrits. Outre les problèmes hydro-géographiques de la  lagune, il y traite la polémique axée sur la dénonciation de l'ingérence dans les Domaines de la Terre Ferme, après plusieurs décennies d'entreprises militaires expansionnistes.
L'histoire sociale et culturelle, l'étude du statut du lettré et de ses rapports avec le marché éditorial, l'ambivalence de la relation mécénique et son corollaire de dédicaces et stratégies, les influences intellectuelles transmises par les cercles, académies, ateliers hydro-géographiques, caractérisent les influences subies par ce personnage.

## Œuvres
- Isach (1558)

- Innamoramento d'amore (1557)
- La Dalida (1573)
- Il pentimento amoroso (1576) - drame pastorale
- La Prima parte delle Rime (1577)
- Hadriana (1578) - tragédie
- Calisto (1583) - drame pastorale
- Le Rime, Seconda e Terza Parte (1610, posthume)